# بادریجانی
بادریجانی (گرجی: ნიგვზიანი ბადრიჯანი) یک غذای گرجی است که با بادمجان سرخ‌شده و با رب گردو و سیر ادویه‌دار پر می‌شود. روی آن غالباً دانه‌های انار می‌گذارند.

## آماده‌سازی
بادمجان‌های نمکی را از درازا برش داده و مدتی استراحت می‌دهیم به‌تدریج آب تلخ بادمجان‌ها فشرده و خارج شود. سپس آنها را در روغن سرخ کرده و در یخچال نگهداری می‌کنیم. آنها را با گردو، سیر، گشنیز، فلفل قرمز، نمک، شنبلیله و سرکه پر می‌کنیم. همه این مواد در غذاساز با آب مخلوط می‌شوند. سپس ادویه به این پوره اضافه می‌شود. توصیه می‌شود بادمجان‌های سرخ‌شده و مواد پر شده جداگانه خنک شوند و فقط چند ساعت پیش از سرو جمع شوند. در هر برش بادمجان‌ها یک لایه چاشنی قرار داده می‌شود و سپس محکم جمع می‌شود. بادریجانی را می‌توان با پیاز قرمز، گشنیز یا دانه انار تزئین کرد.